# 도곡쌍용예가아파트
도곡쌍용예가아파트는 대한민국 서울특별시 강남구 도곡동에 위치한 아파트 단지다. 101동부터 105동까지 다섯 동으로 되어 있고, 모두 1층부터 12층까지이다. 세대는 총 384세대이다. 2011년 5월에 완공하여 입주를 시작했다. 한때 도곡쌍용예가 클래식 아파트로 불렸다.

## 역사
원래 이 자리에는 1978년에 완공한 동신아파트가 있었고, '가'동부터 '바'동까지 여섯 동, 총 474세대였다. 당초 동신아파트의 재건축조합은 삼성물산 건설부문과 재건축을 추진했다. 하지만 2004년 7월 주민총회를 열어 재건축조합을 해산했다. 여섯 동 중에서 일(一)자 모양이던 '가'동부터 '마'동까지 다섯 동은 리모델링조합을 구성하여 쌍용건설을 통해 리모델링하여 2011년 5월 완공하였다. 그것이 지금의 도곡쌍용예가아파트이다.
쌍용건설은 동신아파트의 벽체, 기둥, 보의 양을 늘려 내진 성능을 높이는 대신 모든 층의 주요 벽체 아래 위에 가로, 세로 약 1미터, 두께 1.2 센티미터의 철판을 설치하고, 그 사이에는 지진충격파 진동을 흡수하는 장치인 댐퍼(damper)를 시공하는 기술을 적용했다. 신축 아파트의 내진설계 기준이 진도 6인데, 도곡쌍용예가아파트는 진도 6.5~7의 지진을 견딜 수 있게 되었다. 복도식이던 동신아파트를 리모델링하면서 계단식으로 바꾸었고, 침실과 욕실을 하나씩 더 늘렸고, 안방에 드레스룸을 추가했다. 앞뒤로 증축하여 내부가 어두워지는 점을 감안하여 중정(中庭)을 통해 집 중간에 자연채광을 넣었다. 지하에 주차장을 2개 층 만들어서, 주차 대수를 181대에서 414대로 늘렸고, 지하주차장까지 엘리베이터를 연결하였다. 각 동의 지하 1층에는 가구별 락커룸, 문고, 회의실, 실버센터 등을 만들었다.
동신아파트의 '가'동부터 '마'동은 모두 12층이었다. 리모델링을 통해 만들어진 101동에서 104동은 원래의 12층을 그대로 유지하였다. 105동은 맨 위에 한 층을 증축하되, 맨 아래 한 층을 필로티로 변경함으로써, 실제 거주하는 부분은 12층으로 유지하였다.
한편 동신아파트의 여섯 동 중에서 마지막 '바'동은 기역(ㄱ)자 모양이라서 리모델링이 적합하지 않았다. 이 동의 주민들로 구성된 재건축조합은 한라건설을 통해 이 동과 동신아파트 단지 내 상가 건물을 재건축하여 2016년 5월 완공하였다. 그것이 지금의 도곡 한라비발디이다.

## 주요 정보
다음은 도곡쌍용예가아파트의 주요 정보이다.
- 시공사: 쌍용건설(주)
- 시행사: 도곡동신아파트리모델링주택조합
- 건물구조: 철골 철근 콘크리트 구조
- 연면적: 77,270.12㎡
- 주거전용면적: 42,932.4㎡
- 용적률: 298% (= 연면적 / 대지면적)
- 건폐율: 30% (= 건축면적 / 대지면적)
- 총 세대수: 384세대
- 총 주차대수: 414대 (= 지상 59대 + 지하 355대)
- 세대당 주차대수: 1.08대 ( = 주차대수 / 세대수 = 414 / 384)
- 급수 방식: 부스타방식
- 수전용량(受電容量): 2,250 kW (한국전력공사와 계약한 변압기 용량)
- 통합 에너지 사용량: 130.0 kWh/㎡
- 건축물 연간 에너지 사용량 등급: B등급
- 난방: 지역난방, 열병합
- 화재 수신반 방식: R형
- 관리사무소 연락처: 전화 02-3461-0072, 팩스 02-3461-0073

## 단지 구성
다음은 도곡쌍용예가아파트의 단지 구성이다. 현관 구조는 모두 계단식이다.
| 구분         | 층     | 라인    | 세대수  | 높이  | 연면적      | 이 동이 포함한 면적 유형                           |
| ------------ | ------ | ------- | ------- | ----- | ----------- | -------------------------------------------------- |
| 101동        | 1~12층 | 1~7라인 | 84세대  | 34.5m | 12,351.20㎡ | 84A1㎡, 132B1㎡, 132B2㎡, 132B3㎡, 136C1㎡, 171D㎡ |
| 102동        | 1~12층 | 1~7라인 | 84세대  | 34.5m | 12,144.59㎡ | 83A2㎡, 132B2㎡, 137C2㎡, 137C3㎡                  |
| 103동        | 1~12층 | 1~7라인 | 84세대  | 34.5m | 12,110.59㎡ | 83A2㎡, 132B2㎡, 137C2㎡, 137C3㎡                  |
| 104동        | 1~12층 | 1~9라인 | 108세대 | 34.5m | 16,001.40㎡ | 83A2㎡, 132B2㎡, 137C2㎡, 171D㎡                   |
| 105동        | 1~12층 | 1~2라인 | 24세대  | 37.4m | 6,123.33㎡  | 232E㎡                                             |
| 지하주차장   | 2개 층 | -       | -       | -     | 16,131.59㎡ | -                                                  |
| 경비실       | -      | -       | -       | 3.54m | 20.01㎡     | -                                                  |
| 기계·전기실  | -      | -       | -       | -     | 718.47㎡    | -                                                  |
| 정화조관리실 | -      | -       | -       | -     | 129.89㎡    | -                                                  |

## 면적 유형
다음은 도곡쌍용예가아파트의 면적 유형이다. 현관 구조는 모두 계단식이다.
| 유형 구분 | 공급면적 | 전용면적 | 전용률 | 방수/욕실수 | 세대수  | 이 유형이 포함된 동        |
| --------- | -------- | -------- | ------ | ----------- | ------- | -------------------------- |
| 84A1㎡    | 84.44㎡  | 66.95㎡  | 79%    | 3개/2개     | 12세대  | 101동                      |
| 83A2㎡    | 83.52㎡  | 66.00㎡  | 79%    | 3개/2개     | 36세대  | 102동, 103동, 104동        |
| 132B1㎡   | 132.85㎡ | 108.40㎡ | 82%    | 4개/2개     | 12세대  | 101동                      |
| 132B2㎡   | 132.63㎡ | 107.53㎡ | 81%    | 4개/2개     | 192세대 | 101동, 102동, 103동, 104동 |
| 132B3㎡   | 132.30㎡ | 108.20㎡ | 82%    | 4개/2개     | 12세대  | 101동                      |
| 136C1㎡   | 136.95㎡ | 112.86㎡ | 79%    | 4개/2개     | 12세대  | 101동                      |
| 137C2㎡   | 137.71㎡ | 112.13㎡ | 81%    | 4개/2개     | 36세대  | 102동, 103동, 104동        |
| 137C3㎡   | 137.75㎡ | 112.92㎡ | 82%    | 4개/2개     | 24세대  | 102동, 103동               |
| 171D㎡    | 171.65㎡ | 142.77㎡ | 83%    | 4개/2개     | 24세대  | 101동, 104동               |
| 232E㎡    | 232.86㎡ | 207.52㎡ | 89%    | 4개/3개     | 24세대  | 105동                      |

## 주변 환경
다음은 도곡쌍용예가아파트로부터 1킬로미터 이내에 있는 시설 또는 기관이다.
- 도로는 동쪽에 논현로, 서쪽에 강남대로, 남쪽에 남부순환로, 북쪽에 도곡로와 역삼로가 있다.
- 지하철역은 남쪽에 서울 지하철 3호선의 양재역(서초구청), 매봉역이 있다.
- 공원은 북서쪽에 싸리고개근린공원, 동쪽에 도곡근린공원, 남서쪽에 말죽거리공원 등이 있다.
- 도서관은 도곡정보문화도서관이 있다.
- 다음은 주민이 다니거나, 또는 거리가 가까운 학교이다.
  - 초등학교는 보통 가까운 서울언주초등학교에 다닌다. 1킬로미터 이내에 서울역삼초등학교도 있다.
  - 중학교는 보통 가까운 은성중학교(구 은광여자중학교)나 도곡중학교에 다닌다. 그밖에 1킬로미터 이내에 대치중학교도 있다.
  - 고등학교는 보통 가까운 은광여자고등학교나 1킬로미터 이상 떨어진 단국대학교 사범대학 부속고등학교(줄여서 단대부고), 중앙대학교 사범대학 부속고등학교(줄여서 중대부고), 중산고등학교 등에 다닌다. 그밖에 1킬로미터 이내에 서초구의 양재고등학교, 서초문화예술정보학교가 있다.
  - 그밖에 1킬로미터 이내에 코리아외국인학교, 서울외국어대학원대학교, KAIST 도곡캠퍼스가 있다.
- 다음은 가까운 지방자치단체 관공서이다.
  - 강남구의 도곡1동 주민센터, 도곡2동 주민센터, 역삼1동 주민센터가 있다.
  - 서초구의 서초구청, 서초구보건소, 서초문화원이 있다.
  - 서울특별시 강남수도사업소가 있다.
- 다음은 가까운 중앙행정기관 관공서이다.
  - 외교부의 국립외교원이 있다.
  - 우정사업본부의 서울양재동우체국, 서울도곡한신우편취급국, 서울도곡서린우편취급국이 있다.
  - 경찰청의 서초2파출소, 도곡치안센터가 있다.
  - 소방청의 서초119 안전센터가 있다.
- 사법부의 서울가정법원과 서울행정법원이 있다.
- 대학병원인 연세대학교 강남세브란스병원이 있다.